# Fake Oddity
Fake Oddity est un groupe de pop rock français, originaire de Lyon, en Rhône-Alpes. Il est formé en 2002 par le chanteur natif d'Istanbul Faik Sardag et le guitariste Antoine Levallois. Le bassiste Mathieu Destailleur et le batteur Fred Bassier les rejoignent très rapidement et complètent la formation originale.

## Biographie

### Débuts (2002–2005)
Le groupe est formé à Lyon, en Rhône-Alpes,. Le nom vient d'un mélange des morceaux Space Oddity  de David Bowie, et Fake Plastic Trees de Radiohead, résumant ainsi les premières influences du groupe. La musique anglo-saxonne des années 1970 à 1990 est d'abord la source d'inspiration principale du groupe. Les premiers enregistrements de Fake Oddity sont teintées d'inspiration pop. Rapidement identifié dans le milieu musical lyonnais ils enregistrent l'album Pinkstrasse au studio 8PM à Lyon, sous la coupe de Gérard Millet.
Cet album leur permet de se rapprocher de structures telles que Caravelle (tournée), Médiatone (management et production de concert) et Muzikotek (édition et production en Turquie).

### Run Fast(2006–2009)
À partir de 2006, les compositions prennent un tournant plus électrique avec des morceaux très rock des années 1970 tels que Soul Hate Blind Friend, Kill the Young ou Childhood Behaviour, ou psychédéliques tels que The March ou Space Dog. Ces chansons parlent des difficultés rencontrées par le leader du groupe Faik Sardag en tant qu'expatrié.
Ces morceaux sont enregistrés en 2007 au studio Imaj' à Istanbul sur l'album Run Fast. Médiatone sort cet album en France en septembre 2008, avec une distribution par Discograph. Une tournée nationale s'ensuit et permet au groupe de partager la scène avec des groupes tels que Superbus, Stuck in the Sound, HushPuppies, BB Brunes, Izia, Sum 41, Hyperclean, Karkwa, Prohom, Jack the Ripper, Scalde, Les Cowboys fringants, et Vale Poher.

### French Beauté(2011–2012)
Les membres du groupe prennent ensuite du temps avant de se remettre à composer et s'investissent sur des projets personnels. Ils s'investissent notamment dans la saison[Quoi ?] de la Turquie en France, dans la création du label Honey Pie Records.
Le groupe enregistre finalement à la fin de 2011 l'album French Beauté au studio Ohmnibus à Saint-Étienne, sous la direction de Jean-Pierre Spirli (Wampas, Benjamin Biolay, Les VRP...). En mars 2012, sa date de sortie se révèle être le 18 mars. L'album est coproduit par Médiatone et Yes High Tech. Les morceaux sont plus acoustiques et d'influence folk. L'enregistrement est beaucoup plus produit que les précédents, avec des arrangements de cuivres, cordes, claviers, percussions. Un premier EP cinq titres est aussi annoncé au début de 2012 en numérique.
Dès lors, le groupe ne montre plus aucun signe d'activité. En 2016, Faik, le chanteur, publie son premier EP solo, Sharr Mountains.

## Discographie
- 2005 : Pinkstrasse
- 2008 : Run Fast
- 2012 : French Beauté